# Hlavní politická strana
Hlavní politická strana je taková, která drží na politické scéně dané země podstatný vliv.
Hlavní politické strany ve volbách drží podstatné procento hlasů a mívají větší množství členů než malé strany. Taktéž bývají nejlépe financované a organizované. Její kandidáti i postoje však bývají nejvíce sledovány, protože mají největší šanci na zvolení.
Hlavní politické strany bývají často dvě, ale může jich být i více. V některých systémech je pak i pouze jedna dominantní strana.

## Seznam hlavních politických stran
| Stát                   | Hlavní levicová strana                  | Hlavní pravicová strana                | Jiná hlavní strana           | Další poznámky                                                                     |
| ---------------------- | --------------------------------------- | -------------------------------------- | ---------------------------- | ---------------------------------------------------------------------------------- |
| Albánie                | Socialistická strana Albánie            | Demokratická strana Albánie            |                              |                                                                                    |
| Austrálie              | Australská strana práce                 | Liberální strana Austrálie             |                              |                                                                                    |
| Bulharsko              | Bulharská socialistická strana          | GERB                                   |                              |                                                                                    |
| Česko                  | Česká strana sociálně demokratická      | Občanská demokratická strana           | ANO 2011                     |                                                                                    |
| Dánsko                 | Sociální demokraté                      | Venstre                                | Dánská lidová strana         |                                                                                    |
| Francie                | Republikáni                             | Parti socialiste                       |                              |                                                                                    |
| Chorvatsko             | Sociálně demokratická strana Chorvatska | Chorvatské demokratické společenství   |                              |                                                                                    |
| Irsko                  | Labouristická strana                    | Fine Gael                              | Fianna Fáil                  |                                                                                    |
| Island                 |                                         | Strana nezávislosti                    | Pokroková strana             |                                                                                    |
| Itálie                 | Demokratická strana                     | Forza Italia                           | Hnutí pěti hvězdiček         |                                                                                    |
| Japonsko               | Demokratická strana Japonska            | Liberálně demokratická strana          |                              |                                                                                    |
| Maďarsko               | Maďarská socialistická strana           | Fidesz – Maďarská občanská unie        | Hnutí za lepší Maďarsko      |                                                                                    |
| Nizozemsko             | Strana práce                            | Lidová strana pro svobodu a demokracii | Křesťanskodemokratická výzva |                                                                                    |
| Norsko                 | Norská strana práce                     | Høyre                                  |                              |                                                                                    |
| Polsko                 | Občanská platforma                      | Právo a spravedlnost                   |                              |                                                                                    |
| Portugalsko            | Socialistická strana                    | Sociálnědemokratická strana            | Podemos                      |                                                                                    |
| Rakousko               | Sociálně demokratická strana Rakouska   | Rakouská lidová strana                 | Svobodná strana Rakouska     |                                                                                    |
| Rumunsko               | Sociálně demokratická strana            | Národní liberální strana               |                              |                                                                                    |
| Rusko                  | Komunistická strana Ruské federace      | Jednotné Rusko                         |                              |                                                                                    |
| Řecko                  | Koalice radikální levice                | Nová demokracie                        |                              | Do voleb v roce 2012 byla hlavní levicovou stranou Panhelénské socialistické hnutí |
| Severní Makedonie      | Socijaldemokratski Sojuz na Makedonija  | VMRO-DPMNE                             |                              |                                                                                    |
| Spojené království     | Labouristická strana                    | Konzervativní strana                   |                              |                                                                                    |
| Slovensko              | SMER - sociálna demokracia              | Sloboda a Solidarita                   |                              |                                                                                    |
| Slovinsko              | Strana moderního středu                 | Slovinská demokratická strana          |                              |                                                                                    |
| Spojené státy americké | Demokratická strana                     | Republikánská strana                   |                              |                                                                                    |
| Srbsko                 | Socialistická strana Srbska             | Srbská pokroková strana                |                              |                                                                                    |
| Španělsko              | Španělská socialistická dělnická strana | Lidová strana                          |                              |                                                                                    |